# Waxu
Waxu (kinesiska: 瓦须乡, 瓦须) är en socken i Kina. Den ligger i provinsen Sichuan, i den sydvästra delen av landet, omkring 530 kilometer nordväst om provinshuvudstaden Chengdu. Antalet invånare är 3 367. Befolkningen består av 1 696 kvinnor och 1 671 män. Barn under 15 år utgör 21,0 %, vuxna 15-64 år 70 %, och äldre över 65 år 7,0 %.
Genomsnittlig årsnederbörd är 795 millimeter. Den regnigaste månaden är juli, med i genomsnitt 181 mm nederbörd, och den torraste är december, med 3 mm nederbörd.